# Wenjiao (köpinghuvudort i Kina, Hainan Sheng, lat 19,67, long 110,91)
Wenjiao är en köpinghuvudort i Kina. Den ligger i provinsen Hainan, i den södra delen av landet, omkring 72 kilometer sydost om provinshuvudstaden Haikou. Antalet invånare är 19 065. Befolkningen består av 9 310 kvinnor och 9 755 män. Barn under 15 år utgör 18,0 %, vuxna 15-64 år 65 %, och äldre över 65 år 16,0 %.
Trakten runt Wenjiao är nära nog obefolkad, med mindre än två invånare per kvadratkilometer. Närmaste större samhälle är Dongjiao, 11,6 km sydväst om Wenjiao. Omgivningarna runt Wenjiao är en mosaik av jordbruksmark och naturlig växtlighet.
Genomsnittlig årsnederbörd är 2 115 millimeter. Den regnigaste månaden är september, med i genomsnitt 339 mm nederbörd, och den torraste är januari, med 25 mm nederbörd.